# Pagny-le-Château
Pagny-le-Château é uma comuna francesa na região administrativa da Borgonha-Franco-Condado, no departamento de Côte-d'Or. Estende-se por uma área de 23,85 km². Em 2010 a comuna tinha 519 habitantes (densidade: 21,8 hab./km²).

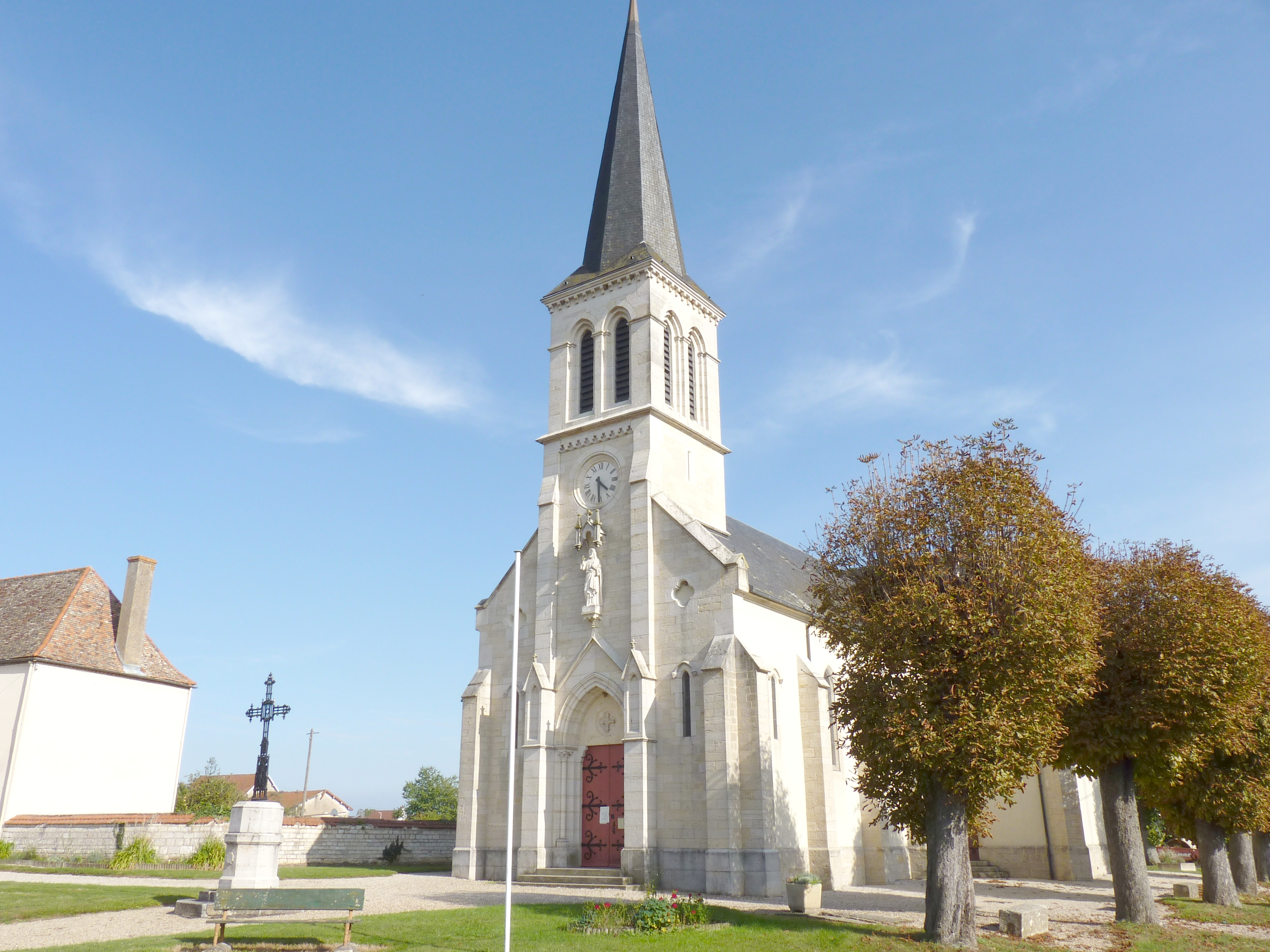
A igreja de Pagny-le-Château